# Luke, the Candy Cut-Up
Luke, the Candy Cut-Up è un cortometraggio muto del 1916 prodotto e diretto da Hal Roach.  Interpretato da Harold Lloyd, il film fa parte della serie di comiche che avevano come protagonista il personaggio di Lonesome Luke.

## Trama
Mentre lavora come cuoco in una pasticceria, Luke ruba un orologio a un cliente. Il risultato sarà che, nella gazzarra che ne segue, il negozio sarà messo a soqquadro, mentre Luke diventerà l'obiettivo di una caccia frenetica da parte  della polizia.

## Produzione
Il film fu prodotto da Hal Roach per la Rolin Films (come Phunphilms). Venne girato dal 22 novembre all'8 dicembre 1915.

## Distribuzione
Distribuito dalla Pathé Exchange, il film - un cortometraggio in una bobina - uscì nelle sale cinematografiche USA il 31 gennaio 1916. La Pathé Frères lo distribuì in Francia il 29 dicembre 1916 con il titolo Lui garçon limonadier.
Copia della pellicola viene conservata negli archivi dell'International Museum of Photography and Film at George Eastman House.